# Kajetan Szmyt
Kajetan Szmyt (* 29. Mai 2002 in Poznań) ist ein polnischer Fußballspieler, der hauptsächlich im zentralen Mittelfeld spielt.

## Karriere

### Verein
Szmyt begann seine Karriere in der Jugendmannschaft von Warta Posen. Im Team bei Warta Posen ist er seit 12. März 2019. Um Spielpraxis zu erhalten, wechselte er auf Leihbasis in den Jahren 2020 bis 2022 unter anderem zu Górnik Polkowice und Nielba Wągrowiec.
In der zweitklassigen 1. Liga feierte Szmyt sein Debüt am 24. April 2019 im Trikot von Warta Posen gegen Chojniczanka Chojnice. Unter der Regie von Trainer Petr Němec war er zu diesem Zeitpunkt 16 Jahre, 10 Monate und 26 Tage alt. Warta Posen gewann das Spiel mit 2:0.
Sein Debüt in der drittklassigen 2. Liga erfolgte am 29. Februar 2020, als er unter Trainer Enkeleid Dobi für Górnik Polkowice gegen Skra Czestochowa auflief. Gornik Polkowice gewann mit 4:1.
Im Polnischen Pokal debütierte Szmyt am 16. August 2020 für Warta Posen gegen Blekitni Stargard. Das Spiel endete nach Elfmeterschießen mit einem 7:8-Sieg für Warta Posen.
Sein Debüt in der Ekstraklasa gab Kajetan Szmyt am 12. September 2020 für Warta Posen unter  Trainer Piotr Tworek gegen Piast Gliwice. Das Spiel endete mit einem 0:0-Unentschieden.
In der 4. polnischen Liga 3. Liga - Gruppe II hatte Szmyt sein Debüt am 6. März 2021 für Nielba Wagrowiec gegen Pomorzanin Torun. Unter der Führung von Radoslaw Kolacki betrat er das Spielfeld. Das Spiel endete mit einer 1:2-Niederlage.
In der Saison 2022/23 war Szmyt bei Warta Posen ein fester Bestandteil der Mannschaft und kam auf 31 Einsätz, drei Tore und sechs Vorlagen. Warta belegte den 8. Platz in der Ekstraklasa. In der folgenden Spielzeit stieg er mit dem Verein allerdings als Tabellensechzehnter wieder in die Zweitklassigkeit ab, dabei erzielte er sieben Treffer in 33 Partien.
Am 1. Juli 2024 wechselte Szmyt dann weiter zum Erstligisten Zagłębie Lubin.

### Nationalmannschaft
Szmyt war von 2022 bis 2025 Teil der polnischen U21-Nationalmannschaft. Sein Debüt gab er am 23. September 2022 gegen die griechische U21-Nationalmannschaft, das Spiel verlor man mit 0:1. Beim Freundschaftsspiel Polen-U21 gegen die Türkei U21, gelang ihm am 21. November 2022 sein erstes Tor auf internationaler Bühne, dieses Spiel gewann man mit 3:2. Im Juni 2025 nahm er mit der Mannschaft an der U21-Europameisterschaft teil und bestritt dort alle drei Gruppenspiele, ehe das Team nach der Vorrunde ausschied.